# Lasionycta alpicola
Lasionycta alpicola là một loài bướm đêm thuộc họ Noctuidae. Nó được tìm thấy ở South [[Xibia|dãy núi Siberian.